# Akermes montanus
Akermes montanus är en insektsart som först beskrevs av Green 1908.  Akermes montanus ingår i släktet Akermes och familjen skålsköldlöss. Inga underarter finns listade i Catalogue of Life.